# سترمنیتسا
سترمنیتسا (به صربی: Strmenica) یک منطقهٔ مسکونی در صربستان است که در الکساندراواک واقع شده‌است. سترمنیتسا ۱۹۴ نفر جمعیت دارد.